# Mleko (raper)
Mleko, właściwie Dariusz Mielczarek (ur. 26 marca 1974 w Piotrkowie Trybunalskim) – polski raper i producent muzyczny. Mielczarek działalność artystyczną rozpoczął w 1995 roku w zespole Born Juices, którego był współzałożycielem. Wraz z zespołem nagrał dwie płyty: wydany w 1995 roku nielegal Dymófka 95 oraz album Prosto z ulicy z 1997 roku wydany przez firmę R.R.X. W 1999 roku raper opuścił formację z powodu różnic na tle artystycznym. Następnie podjął solową działalność. W 2000 ukazał się pierwszy nielegal rapera pt. Rymowana śmietana. Kolejny, zatytułowany Świadoma odmienność został wydany dwa lata później. W 2005 roku został wydany pierwszy oficjalny album Mielczarka zatytułowany Ogólne tematy. Wydawnictwo które ukazało się dzięki wytwórni muzycznej Camey Studio promował utwór "Kto dogoni psa". Ciesząca się popularnością kompozycja dotarła do 18. miejsca Szczecińskiej Listy Przebojów Polskiego Radia. W późniejszym czasie raper zawiesił działalności raperskiej, by skupić się na produkcji bitów. Na początku 2016 roku wraz z Bitterem i Dj Crazy powołał zespół Uliczna Strona.

## Dyskografia
Albumy solowe
| Tytuł               | Dane dot. albumu                               |
| ------------------- | ---------------------------------------------- |
| Rymowana śmietana   | - Data: 2000 - Wydawca: brak (nielegal)        |
| Świadoma odmienność | - Data: 2002 - Wydawca: brak (nielegal)        |
| Ogólne tematy       | - Data: 4 czerwca 2005 - Wydawca: Camey Studio |

Notowane utwory
| Tytuł            | Rok  | Pozycja na liście | Album         |
| Tytuł            | Rok  | SLiP              | Album         |
| ---------------- | ---- | ----------------- | ------------- |
| "Kto dogoni psa" | 2005 | 18                | Ogólne tematy |

Inne
| Album                             | Rok  | Uwagi | Źródło |
| --------------------------------- | ---- | --- | ------ |
| Born Juices - Dymófka 95          | 1995 | członek zespołu | [ 5 ]  |
| Born Juices - Prosto z ulicy      | 1997 | członek zespołu | [ 5 ]  |
| Wspólna Scena                     | 1997 | rap w utworze "Wspólna scena" | [ 6 ]  |
| Slums Attack - Zwykła codzienność | 1997 | gościnny udział w utworach "Bogactwo, sława i wspaniała zabawa" i "Robić się nie chce tylko szpanować" wraz z zespołem Born Juices | [ 7 ]  |
| Parafun - Jedna siła jeden cel    | 1999 | gościnny udział w utworze "Kto co" wraz z zespołem Born Juices                                                                     | [ 8 ]  |
| Camey Squad - Rytm ulicy          | 2005 | gościnny udział w utworze "Powiedz jak to jest"                                                                                    | [ 9 ]  |

## Teledyski
| Tytuł            | Rok  | Album         | Źródło |
| ---------------- | ---- | ------------- | ------ |
| "Kto dogoni psa" | 2005 | Ogólne tematy | [ 10 ] |
| "Komuna"         | 2005 | Ogólne tematy | [ 11 ] |